# Боне
Бонето е дамска или бебешка шапка без периферия. Днес рядко се носи, най-вече от бебета. От двете страни на шапката падат обикновено 2 връзки, които се връзват под брадичката. Бонето е особено популярно сред жените на Запад през 19 век. Носена е и от мъже като нощна шапка.